# Abigail Hopper Gibbons
Pour les articles homonymes, voir Hopper et Gibbons.
Abigail Hopper Gibbons souvent Abby Hopper Gibbons (7 décembre 1801 - 16 janvier 1893) est une abolitionniste, activiste sociale américaine, qui servit comme infirmière lors de la guerre de Sécession.
Abigail grandit au sein d'une famille quaker, son père, Isaac Hopper, dépense une grande partie de son temps et de sa fortune à venir en aide aux esclaves en fuite. Elle partage les vues de son père et consacre sa vie à travailler pour la réforme sociale de la société. Au cours de son existence, elle œuvre pour la réforme pénitentiaire, les droits civiques et les soins aux blessés revenant des champs de bataille de la guerre de Sécession. 
Un revirement politique au sein de l'organisation quaker entraîne le désaveu du père de Gibbons, ainsi que de son mari, James Gibbons, pour leurs activités anti-esclavagistes. Abigail Gibbons quitte les quakers où elle a pourtant été un membre influent et n'y revient jamais. Bien que sa personnalité ait été controversée, ses succès en matière sociale sont aujourd'hui largement reconnus.